# Xavier Elies i Gibert

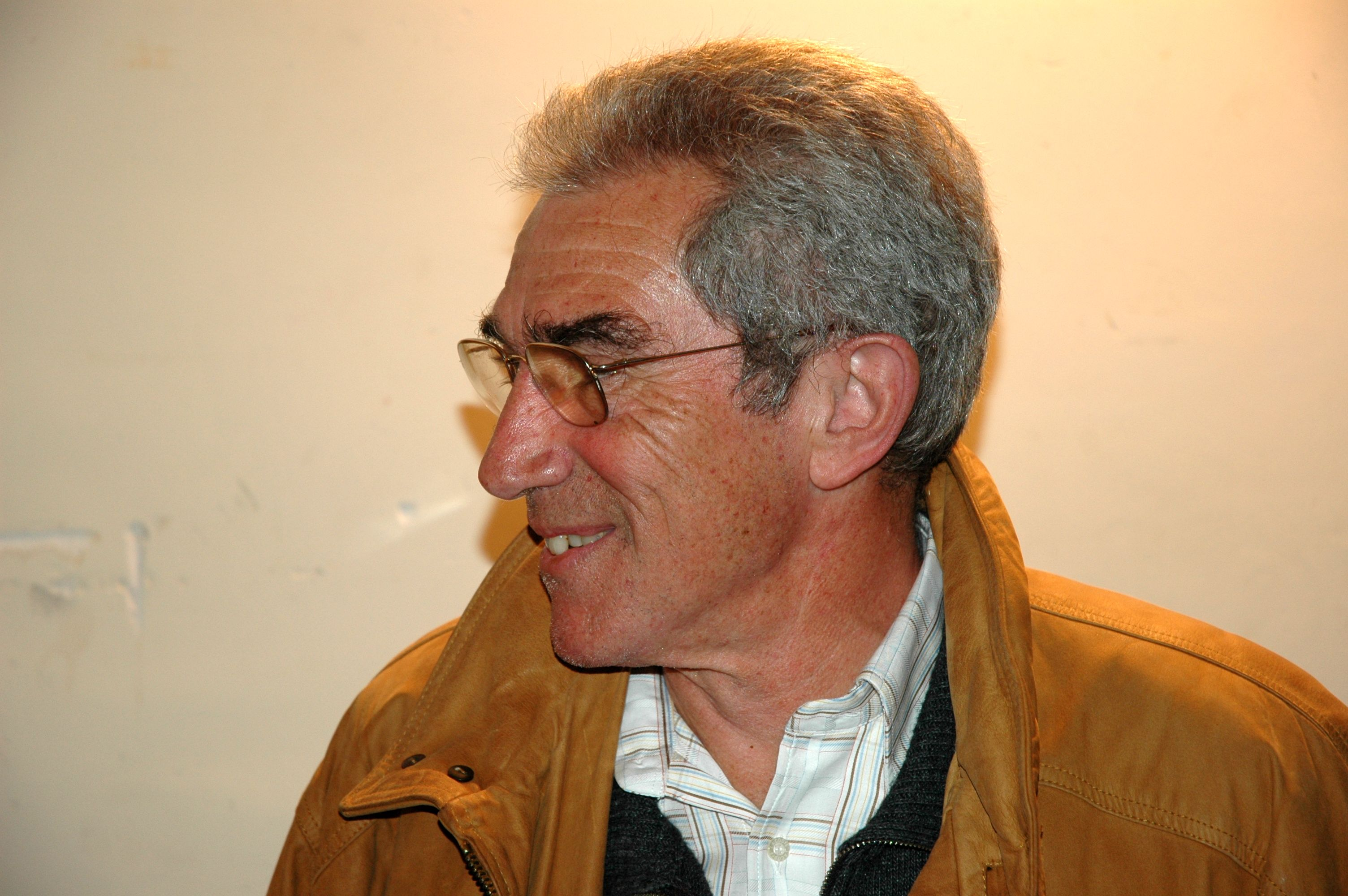
Xavier Elies i Gibert

Xavier Elies i Gibert (* 15. April 1941 in Barcelona; † 30. Juni 2010 ebenda) war ein katalanischer Liedermacher und Sänger im Umfeld der Nova Cançó Catalana. Sein eigentlicher Beruf war der eines Wirtschaftswissenschaftlers.

## Leben und Werk
Xavier Elies trat 1963 als siebentes Mitglied dem Liedermacherclub der Setze Jutges bei. 1965 nahm er mit dem Lied El piset („Die Wohnung“), das ironisch die Schwierigkeiten eines jungen Paares bei der Wohnungssuche beschrieb, sein erstes und einziges Lied auf, mit dem er ein gewisses künstlerisches Echo erzielte. Er führte jedoch zahlreiche politische Aktionen zur Reaktivierung der katalanischen Sprache und Kultur durch. Er war auch Sänger und Instrumentalist der Gruppe Els Quatre Gats („Die vier Katzen“) von Francesc Pi de la Serra.
2007 erhielt er mit allen zu diesem Zeitpunkt noch lebenden „Richterkollegen“ für seine kulturellen Leistungen im Umfeld der Nova Cançó Catalana die Ehrenmedaille in Gold des Parlaments von Katalonien. 2007 trat er zu Ehren von Lluis Llach in Verges wieder öffentlich auf.